# Kiedyś...
Kiedyś... – trzeci album zespołu Top One wydany przez wytwórnię Polmark w 1991 roku. Z niego pochodzi ich największy hit "Ciao Italia". Nagrań dokonano w Izabelin Studio w lutym 1989 roku.

## Lista utworów
1. "Złudne prawdy" (muz. Paweł Kucharski, sł. Sylwester Raciborski)
2. "Zwierzenia przyjaciela" (muz. Paweł Kucharski, sł. Sylwester Raciborski)
3. "Kiedyś..." (muz. Paweł Kucharski, sł. Sylwester Raciborski)
4. "Ciao Italia" (english version) (muz. Paweł Kucharski, sł. Sylwester Raciborski)
5. "Złudne prawdy" (instrumental) (muz. Paweł Kucharski)
6. "Kiedyś..." (instrumental) (muz. Paweł Kucharski)
7. "Ciao Italia" (instrumental) (muz. Paweł Kucharski)

## Twórcy
- Paweł Kucharski - vocal
- Dariusz Królak - instrumenty klawiszowe
- Mariusz Lubowiecki - instrumenty klawiszowe
- Dariusz Zwierzchowski - instrumenty klawiszowe (gościnnie)
- Maciej Jamroz - perkusja
- Andrzej Opoka - projekt graficzny